# Sús-Mássa
Sús-Mássa (arabsky: سوس ماسة, sūs māssa; berbersky: ⵙⵓⵙ ⵎⴰⵙⵙⴰ, sus massa) je jedním z dvanácti regionů Maroka. Rozkládá se na ploše 51 642 km² a podle sčítání lidu z roku 2014 měl 2 676 847 obyvatel. Hlavním městem regionu je Agadir.

## Geografie
Sús-Mássa hraničí na severu s regionem Marrakesh-Safí, na severovýchodě s Drâa-Tafilalet a na jihozápadě s Guelmim-Oued Noun. Na jihovýchodě pak sousedí s Alžírskem. Region omývá na jeho západní straně Atlantik. Velká část pobřeží je chráněna jako Národní Park Sús-Mássa. Vnitrozemí regionu dominuje pohoří Antiatlas. Hlavní město Agadir se nachází u ústí řeky Sous. Národní Park Toubkal zasahuje do severovýchodní části regionu.

## Historie
Region Sús-Mássa byl založen v září 2015 sloučením několika původních provincií.

### Nižší územní celky

Provincie Sús-Mássa

Region Sús-Mássa se skládá z dvou prefektur a čtyř provincií:
- Prefektura Agadir-Ida Ou Tanane
- Provincie Chtouka-Aït Baha
- Prefektura Inezgane-Aït Melloul
- Provincie Taroudannt
- Provincie Tata
- Provincie Tiznit

## Ekonomika
Hlavní hospodářskou činností v Sous Massa je zemědělství. Jsou zde také soustředěna průmyslová odvětví související se zpracováním zemědělských produktů a mořských plodů. Ve městě Agadir jsou velmi důležité rybářské a osobní přístavy. Ve městě Tiznit se nachází tradiční zpracovatelství stříbra.

## Infrastruktura
Dálnice A7 spojuje Agadir s Marrákeší a Casablancou. Hlavní severojižní silnicí přes region je silnice N1. Silnice směřující z východu na západ spojující Agadir s městem Taroudannt a Ouarzazát je N10 v údolí řeky Sous.
Letiště pro region sídlí v Agadiru.